# Playing With Fire
„Playing With Fire” (în română Jocul cu focul) este un cântec pop compus de Ovidiu Cernăuțeanu și interpretat de acesta în duet cu Paula Seling. Cântecul a reprezentat România la Concursul Muzical Eurovision 2010 în semifinala de pe 27 mai, în Bærum, Oslo, Norvegia, aducând acestei țări pentru a doua oară locul trei în clasamentul final, fiind și cea mai de succes intrare a României la Eurovision. Cântecul a fost selectat pe 6 martie 2010 dintre cele 16 participante la Selecția Națională 2010. Este un cântec pop ale cărei versuri descriu „iluzia dragostei, dar și modul în care viața decurge, deseori recurgem la compromisuri (ne jucăm cu focul) pentru a obține ce ne dorim” 

## Context
Ovi a compus piesa „Playing With Fire” spre sfârșitul anului 2009, după ce a câștigat premiul special al publicului la concursul Cerbul de Aur în septembrie, sub numele Ovidiu Jacobsen. În noiembrie 2009, a rugat-o pe Paula Seling (câștigătoare a Cerbului de Aur în 2002) să cânte melodia alături de el. Ea a acceptat și, după ce ei au fost anunțați că piesa a trecut de preselecție, au început să facă zilnic repetiții, conform Paulei Seling. Cântecul a primit cele mai multe voturi din partea publicului, dar și din partea juriului, fiind prima oară când acest lucru s-a întâmplat după 2006.

## Păreri
Cântecul a primit, în mare parte, păreri favorabile. Criticii de muzică au observat că „Playing With Fire” a fost atât piesa preferată a juriului, cât și a publicului, spunând că ar fi cea mai bună melodie de după „Tornerò” trimisă de România la Eurovision.

## Videoclipuri
Pentru a promova cântecele finaliste ale Selecției Naționale, TVR a filmat în week-end-ul 5-7 februarie 2010 videoclipuri pentru fiecare. Clipurile arătau o idee privind cu coregrafia care avea să fie folosită în finală. În videoclipul lor, Paula și Ovi cântă la două piane, așezate similar în finală.
Un alt videoclip, cel oficial, a fost confirmat pe 6 martie 2010, în timpul unei conferințe de presă. Clipul a fost filmat în martie și se poate viziona deja din aprilie 2010.

## Interpretarea live
Cântecul a fost interpretat pentru prima oară la emisiunea Ne vedem la TVR!, prezentată de Marina Almășan Socaciu, care a supravegheat și finala. La această emisiune, fiecare interpret a făcut playback. După interpretare, fiecare concurent a extras un număr dintr-un bol pentru a afla numărul cu care avea să intre în finală. Seling și Cernăuțeanu au cântat „Playing With Fire” live la emisiunea SuperBingo Metropolis de la televiziunea Antena 1.
Melodia „Playing With Fire” a intrat cu numărul 3 în finala națională, fiind precedată de „Save Their Lives”, interpretată de Luminița Anghel, Tony Tomas și Adrian Piper, și urmată de „I'm Running”, interpretată de Dalma. Ovi și Seling au folosit un pian format din două piane transparente, lipite între ele. Creația îi aparține lui Radu Bucura, soțul Paulei Seling. Unul dintre cele două piane a aparținut Ancăi Parghel. Ideea pianelor lipite a semănat cu momentul lui Lady Gaga și Elton John de la Premiile Grammy 2010. Pe ecrane au fost afișate imagini cu flăcări, iar pe marginea scenei s-au aflat alte flăcări care se aprindeau în ritmul piesei.
Cântecul a fost interpretat la multe emisiuni din România și la finala Greciei și a concurat în cea de-a doua jumătate a celei de-a doua semifinale a Concursului Muzical Eurovision 2010, pe 27 mai. Numărul cu care România va intra în concurs va fi decis printr-o tragere la sorți ce va avea loc pe 22 martie 2010.

## Promovare
Paula Seling a făcut un tur promoțional în România din februarie până pe 3 martie 2010, în care și-a promovat piesele participante la Selecția Națională 2010. Kamara Ghedi a fost un invitat special la unele dintre aceste concerte.
Paula Seling a afirmat la talk-show-ul TVR Tema Zilei că ea și Ovi vor începe un tur „Playing With Fire” în luna martie, pentru a-și promova melodia participantă la Eurovision 2010.

## Lansare
Paula Seling a confirmat că „Playing With Fire” va fi single-ul ei. A început să fie difuzat la radio pe 20 februarie 2010.